# Как стать большим
«Как стать большим» — советский кукольный мультипликационный фильм для малышей, снятый 1967 году режиссёром Владимиром Дегтярёвым на киностудии «Союзмультфильм». О котёнке, который хотел поскорее вырасти.

## Сюжет
Мультфильм рассказывает про одного маленького котёнка, который очень сильно хотел побыстрее вырасти. Раскладывая по полу кубики, малыш никак не мог найти нужный и по этому поводу сильно огорчился. С досады котёнок разбросал по полу все игрушки, за что его бабушка горестно покачала головой, и назвала непоседу маленьким.
Котёнок выбежал на улицу, но и здесь всерьёз его никто не принимал, и каждый давал малышу совет, как, по его мнению, побыстрее вырасти. Медвежонок посоветовал герою залезть на высокое дерево, но там котёнок стал ещё меньше; придорожный гриб уверял, что быстро вырасти можно под дождём, но и этот совет не сделал котёнка больше. Наконец, солнышко посоветовало ему убрать свои игрушки, что котёнок с готовностью и сделал. Каково же было его удивление, когда вернувшаяся домой бабушка с радостью сказала, что её внук стал уже большим…

## Создатели
| авторы сценария              | Геннадий Цыферов, Генрих Сапгир                                                       |
| режиссёр                     | Владимир Дегтярёв                                                                     |
| художник-постановщик         | Анатолий Курицын                                                                      |
| оператор                     | Владимир Сидоров                                                                      |
| композитор                   | Татьяна Назарова                                                                      |
| звукооператор                | Георгий Мартынюк                                                                      |
| художники-мультипликаторы:   | Владимир Пузанов, Павел Петров                                                        |
| редактор                     | Наталья Абрамова                                                                      |
| монтажёр                     | Вера Гокке                                                                            |
| директор картины             | Натан Битман                                                                          |
| куклы и декорации выполнили: | В. Куранов, Вера Калашникова, Лилианна Лютинская, Владимир Аббакумов, Фёдор Олейников |
| под руководством             | Романа Гурова                                                                         |

### Роли озвучивали
| Актёр                             | Роль                                |
| --------------------------------- | ----------------------------------- |
| Рина Зелёная                      | котёнок                             |
| Клара Румянова                    | зайчонок                            |
| Георгий Вицин                     | гриб                                |
| Мария Виноградова                 | бабушка-кошка, бобрёнок, медвежонок |
| Татьяна Решетникова (Сапожникова) | ёлочка                              |

## В популярной культуре
Широко известен короткий видео-ролик «Опять ничего не получается», в котором протагонист переозвучен: он разбрасывает кубики, проклинает это занятие и бросает его. Автор переозвучки известен под ником Erikaerai.